# Касс, Льюис
Льюис Касс (англ. Lewis Cass; 9 октября 1782 — 17 июня 1866) — американский политик. Был губернатором территории Мичиган с 1813 по 1831 год и сенатором от этой территории в течение двух созывов. Служил при двух президентах — Эндрю Джексоне и Джеймсе Бьюкенене. Также занимал пост посла США во Франции (1836—1842). Был кандидатом от демократической партии США на президентских выборах 1848 года, но потерпел поражение от Закари Тейлора.

## Биография
Родился в Эксетере, Нью-Гемпшир. Родители: Молли Касс и Джонатан Касс, ветеран Войны за Независимость США. Льюис Касс учился в Академии Филлипса в Эксетере, закончил образование к 1800 году и вместе с семьёй переехал на северо-запад Огайо, в Мариетту. После изучения юриспруденции Касс начал практику адвоката в Зейнсвилле. В это же время становится масоном в Мариетте, был одним из основателей Великой ложи Огайо в 1808 году, в 1826 году стал первым Великим Магистром в Великой ложе Мичигана.
В 1806 году был избран в Палату представителей Огайо, а в 1807 году президент Джефферсон назначил его федеральным маршалом США по Огайо.
В 1813 году был назначен Джеймсом Мэдисоном губернатором штата Мичиган, заключал договоры с индейцами штата, согласно которым они уступали свои земли и получали на территории Мичигана небольшие резервации. В 1820 году отправился во главе экспедиции на северо-запад штата Мичиган в район Великих озёр на поиск истоков Миссисипи и ошибочно приняли за исток озеро, получившее название в честь губернатора — озеро Касса. В 1832 году геолог этой экспедиции Генри Скулкрафт нашёл настоящий исток Миссисипи, озеро Айтаска.
С 1831 года Льюис Касс уходит в отставку с поста губернатора и становится военным министром при президенте Эндрю Джексоне. В 1836 году Джексон назначил его на пост посла США во Франции. Эту должность Касс занимал до 1842 года.
На президентских выборах в США в 1844 году Касс был кандидатом, но проиграл в 9-м туре и был избран представителем штата Мичиган, оставаясь в этой должности до 1848 года. Участвуя в выборах 1848 года, Льюис Касс был сторонником доктрины Народного Суверенитета. Также хотел баллотироваться в 1852 году, но не получил достаточно голосов от Демократической партии, поскольку те, кто выступал против рабовладения, были не согласны с взглядами Касса.
С 1857 года по назначению Бьюкенена становится государственным секретарём.